# 지방은행 (일본)
일본의 지방은행(地方銀行 지호긴코[*])은 일반사단법인 전국지방은행협회의 회원인 은행이다.
홋카이도와 도쿄도 등을 제외한 대다수의 가맹 은행은 본점의 소재부현에서 최대 규모의 금융기관이며, 지역 경제에 역시 큰 영향력을 가지고 있는 경우가 많다.
1990년대 초반은 거품 경제로 도쿄도와 인근부현, 외국으로 진출하는 은행이 많았지만, 그 후 불경기에 의해 사업 양도 등으로 철수해, 현지에 경영 자원을 집중시키는 경우가 늘어났다. 다만 2000년대에 들어가 교토 은행이나 야마구치 은행 등과 같이 사업 확대를 노리고 현지 인접지역으로 다시 진출하기 시작했다.
덧붙여 일반사단 법인 제2지방은행협회의 회원인 은행(제2지방은행)과의 비교하기 위해 제1지방은행이라고 불리는 경우도 있지만, 속칭이며 정식 명칭이 아니다.
2020년 5월 20일, 참원 본회의에서 지방은행끼리의 통합·합병을 독점금지법의 적용 제외로 하는 특례법이 성립되었다.
현재 아이치현을 제외한 46개 도도부현에 분포하고 있다.

## 같이 보기
- 도시은행